# Sidoko
Sidoko is een bestuurslaag in het regentschap Tangerang van de provincie Banten, Indonesië. Sidoko telt 5123 inwoners (volkstelling 2010).